# L'ora nera
L'ora nera (The Darkest Hour) è un film del 2011 diretto da Chris Gorak e prodotto da Timur Bekmambetov.
È una storia di ambientazione fantascientifica che narra di un gruppo di ragazzi che lotta per la sopravvivenza in Russia dopo un'invasione aliena.

## Trama
Sean e Ben sono due giovani americani che si recano a Mosca per vendere il proprio social network, un software che permette a chi lo utilizza di trovare tutti i locali più interessanti e più vicini sulla mappa. Una volta giunti a destinazione scoprono con stupore che il software è già stato venduto dalla stessa squadra russa a cui dovevano vendere il loro prodotto, guidata da un uomo d'affari svedese di nome Skyler. I due giovani trascorrono la notte in un locale moscovita per cercare di dimenticare la terribile delusione per l'affare saltato. Qui incontrano due turiste americane, Natalie ed Anne, che hanno utilizzato proprio il social network di Sean e Ben per trovare il locale.
All'improvviso un black out manda in tilt l'intera città. I quattro ragazzi escono dal locale e si accorgono che un'aurora giallastra ondeggia nel cielo e si avvicina al suolo. Un poliziotto decide di avvicinarsi alla luce e questa lo disintegra immediatamente. Si scatena il panico, mentre le luci invadono la città. Queste luci non possono essere attaccate da armi convenzionali, poiché sono protette da un campo di forza energetico. Sean, Natalie, Ben ed Anne riescono a salvarsi rifugiandosi in uno scantinato del locale in cui si sono conosciuti, con loro c'è anche Skyler. Quando lasciano il loro nascondiglio si accorgono che i dispositivi elettrici si attivano quando un alieno invisibile è vicino e ben presto iniziano ad imparare ad usare semplici lampadine come rilevatori, in quanto la lampadina si accende quando si avvicinano gli alieni. Il gruppo viene a sapere che il mondo intero è stato invaso. Nel frattempo Skyler viene ucciso, mentre il resto del gruppo si dirige verso una casa con dei sopravvissuti. Precedentemente Sean aveva ascoltato un messaggio in russo da una radio e spera che nella casa in cui si stanno recando possa esserci qualcuno in grado di tradurre il messaggio. Nell'edificio ci sono una donna (Vika) e un uomo (Sergei), il quale è riuscito a costruire una gabbia di Faraday capace di respingere gli alieni e a costringerli a rimanere fuori. Sean riesce a far tradurre il messaggio da Sergei: il messaggio era stato inviato via radio dall'esercito russo, che invitava tutti i sopravvissuti a recarsi presso un sottomarino in partenza dalla città la mattina seguente.
Il gruppo, insieme a Sergei ed a Vika, decide di raggiungere il sottomarino, nonostante si trovi nella parte opposta della città, quella in cui si rileva maggior attività degli alieni. Durante il percorso Ben, Anne e Sergei non ce la fanno, ma il resto del gruppo viene aiutato dalla resistenza russa, che li aiuta a raggiungere il sottomarino. Prima di morire Sergei regala a Sean un'arma in grado di sparare microonde capaci di stordire ed indebolire notevolmente gli alieni, rendendoli vulnerabili alle armi convenzionali. Il gruppo raggiunge il sottomarino e scoprono il motivo che ha portato gli alieni ad invadere il pianeta Terra: sono alla ricerca di minerali e altre fonti di energia che servono loro per sopravvivere. Poco prima di arrivare al sottomarino, a causa di un incidente, il gruppo viene separato: Sean, la resistenza russa e Vika riescono a raggiungere il sottomarino, mentre Natalie è dalla parte opposta della riva. Sean decide di andarla a salvare, aiutato da Vika e della resistenza russa. Prima però convince l'equipaggio del sottomarino a rimandare la partenza. Con l'aiuto di un altro fucile a microonde, Sean riesce a salvare Natalie ed insieme a Vika salgono a bordo del sottomarino. La resistenza russa, che ora sa come sbarazzarsi degli alieni, augura buona fortuna a Sean, nella speranza di potersi incontrare di nuovo, e si preparano a liberare la città dagli invasori.
Nel finale del film Sean, Natalie e Vika vengono a sapere che altri gruppi di resistenza si sono creati in tutto il mondo, soprattutto in Europa, dove i parigini sono riusciti a distruggere una delle torri di estrazione aliene e il film si conclude su una nota di speranza.

## Produzione
Con un budget di 30 milioni di dollari, le riprese del film si sono svolte interamente a Mosca, a partire dal 18 luglio 2010. La produzione è stata sospesa per tre settimane, a causa dei forti incendi che hanno colpito la Russia e per l'intenso fumo che ha invaso la capitale. Le riprese sono ricominciate a settembre 2010.

## Distribuzione
Il film è stato distribuito nelle sale cinematografiche in 3D e 2D, in Russia dal 22 dicembre e negli Stati Uniti dal 25 dicembre 2011, a cura della Summit Entertainment. Il primo trailer è stato diffuso il 3 agosto 2011.
In Italia il film è stato distribuito dalla 20th Century Fox il 20 gennaio 2012.